# Šljivoševci
Šljivoševci  su naselje u Hrvatskoj, regiji Slavoniji u Osječko-baranjskoj županiji i pripada općini Magadenovac.

## Zemljopisni položaj
Šljivoševci se nalaze na 96 metara nadmorske visine u nizini istočnohrvatske ravnice. Selo se nalazi na raskrižju županijske ceste ŽC 4031 Koška D2 - Magadenovac D53 i županijske ceste ŽC 4049 Marijanci – Šljivoševci. Susjedna naselja: zapadno općinsko središte Magadenovac, jugoistočno Beničanci, južno Lacići, te istočno Brezovica i sjeveroistočno Čamagajevci naselja u sastave Općine Marijanci. Sjeverno se nalaze Radikovci i sjeverozapadno Miholjački Poreč naselja u sastavu grada Donjeg Miholjca. Pripadajući poštanski broj je 31542 Magadenovac, telefonski pozivni 031 i registarska pločica vozila NA (Našice). Površina katastarske jedinice naselja Šljivoševci je 10,81 km2.

## Stanovništvo
| broj stanovnika | 603   | 535   | 556   | 538   | 543   | 585   | 639   | 673   | 714   | 693   | 729   | 666   | 563   | 409   | 388   | 351   | 276   |
|                 | 1857. | 1869. | 1880. | 1890. | 1900. | 1910. | 1921. | 1931. | 1948. | 1953. | 1961. | 1971. | 1981. | 1991. | 2001. | 2011. | 2021. |

U 1981. smanjeno izdvajanjem dijela područja naselja u novoformirano naselje Magadenovac, za koje sadrži dio podataka do 1971.

## Crkva
U selu se nalazi rimokatolička crkva Sv. Grgura Velikog Pape koja je i sjedište istoimene župe, a pripada donjomiholjačkom dekanatu Đakovačko-osječke nadbiskupije. Crkveni god ili kirvaj slavi se na blagdan Duhova, a klečanje je na spomendan Sv Grgura Velikog Pape.

## Obrazovanje i školstvo
U selu se nalazi škola do četvrtog razreda koja radi u sklopu Osnovne škole Matija Gubec u Magadenovcu.

## Kultura
- Kulturno umjetničko društvo "Seljačka sloga" Šljivoševci.
- Smotra folklora Suncokret mi urodio, diko koja se jednom godišnje održava od 2005.[4]

## Šport
Nogometni klub Graničar Šljivoševci natječe se u sklopu 2. ŽNL NS Valpovo – NS Donji MIholjac. Klub je osnovan 1928.

## Ostalo
- Dobrovoljno vatrogasno društvo Šljivoševci, osnovano 1928.
- "Udruga žena Šljivoševci" Šljivoševci
- Hrvatska mladež Šljivoševci

## Vanjska poveznica
- http://www.magadenovac.hr/
- http://os-mgubec-magadenovac.skole.hr/  Arhivirana inačica izvorne stranice od 1. veljače 2014. (Wayback Machine)
- http://kud-sljivosevci.blogspot.com/